# 04식 공대공유도탄
AAM-5는 일본 항공자위대의 공대공 미사일이다. AAM-3의 "후계자"로서 개발되었으며, 1991년부터 개발이 시작되어 2004년에 제식 승인을 받았다.

## 특징
유도방식은 적외선 유도 방식이다. AIM-9X, IRIS-T와 같은 세대에 속하는 미사일이다. AAM-3과 달리, 커네드는 설치되지 않았고, 추력편향으로 높은 기동력을 확보하고 미사일 끝부분의 조종면에서 비행 제어가 이루어진다. 또, 미사일 중앙부에는 전연확장부가 설치되어있다.
시커(seeker)도 개량하여, 시야각이 증가하고, 초점면 배열(focal plane array)을 적용해 적외선 화상도 이용할 수 있다. 특히, 적외선 화상을 분석하면 적외선 방해 장비에도 대항 할 수 있으며, LOAL(Lock on after launch)도 가능하다.
1. ↑  http://jkais99.org/journal/v10n7/12/42oi/42oi.pdf